# Альбрехт Австрийский, герцог Тешенский

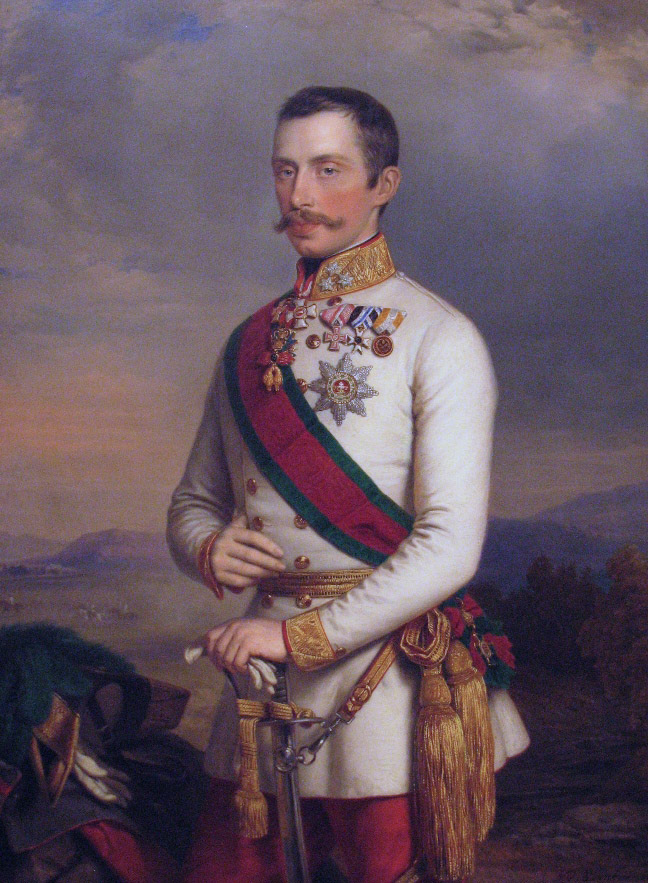
На портрете М. Барабаша (1854)

Эрцге́рцог А́льбрехт Фри́дрих Рудо́льф Австри́йский, ге́рцог Те́шенский (нем. Erzherzog Albrecht Friedrich Rudolf von Österreich, Herzog von Teschen; 3 августа 1817, Вена — 18 февраля 1895, Арко, Тироль) — эрцгерцог Австрийский, герцог Тешенский (с 1847). Австрийский военачальник и военный теоретик. Генерал-фельдмаршал австрийской (04.04.1863), русской (03.07.1874) и прусской (19.06.1888) армий.

## Биография
Старший сын полководца эпохи революционных и наполеоновских войн эрцгерцога Карла Людвига Иоганна (1771—1847) и принцессы Генриетты Александрины Нассау-Вейльбургской (1797—1829), внук императора Леопольда II.
Под руководством отца получил хорошее военное образование. Ученик Франца фон Хауслаба. В 1836 году поступил на военную службу, получил должность командира батальона в 13-м пехотном полку в Граце. В 1839 году произведён в подполковники и переведён в 4-й кирасирский полк в Венгрии.
В 1839 году сопровождал отца в Неаполь, а затем в Берлин и Петербург. Русский император Николай I 20 (8) июля пожаловал эрцгерцогу Альбрехту орден Святого апостола Андрея Первозванного и 7 сентября (26 августа) назначил его шефом Литовского уланского полка.
В 1840 году произведён в генерал-майоры и участвовал в манёврах, происходивших в Италии под руководством фельдмаршала Радецкого. В 1843 году посетил лагерь войск Германского союза в Люнебурге. По возвращении произведён в фельдмаршал-лейтенанты и назначен командующим войск в Моравии. С 1844 года — комендант Вены. В 1845 году получил чин генерала кавалерии.

В марте 1848 года, из-за начавшейся революции, был вынужден оставить должность коменданта Вены. Отправился добровольцем на войну с Сардинским королевством, под начало фельдмаршала Радецкого. 6 мая отличился в сражении при Санта-Лючии. В декабре назначен командиром дивизии в авангарде. 21 марта 1849 года противостоял натиску превосходящих сил сардинцев при Мортаре. 22—23 марта содействовал победе австрийских войск при Новаре. Награждён орденом Марии Терезии. 11 мая (29 апреля) удостоен Императорского Военного ордена Святого Великомученика и Победоносца Георгия IV класса
За Итальянскую кампанию 1848 года.
После победы над Сардинским королевством, во главе своей дивизии отправился для подавления революции в Тоскану. Участвовал во взятии Ливорно. После, некоторое время, был комендантом союзного Майнца.
В 1850 году, из-за обострения отношений с Пруссией, командовал обсервационным корпусом в Северной Богемии. Но, вследствие заключения 29 ноября Ольмюцкого соглашения, войны удалось избежать.

В 1851—1860 годах — генерал-губернатор и главнокомандующий войсками в Венгрии. Это назначение он принял очень неохотно, не симпатизируя борьбе партий и вообще не любя политики. 24 (12) июня 1851 года удостоен Императорского Военного ордена Святого Великомученика и Победоносца Георгия III класса № 473 
За подвиги примерного мужества и личной храбрости, оказанных в итальянских походах.

в 1859 году, перед объявлением войны Сардинскому королевству, был послан в Берлин, чтобы узнать, может ли Австрия рассчитывать на военную поддержку Пруссии. Ответ был отрицательный. Эрцгерцог, чувствуя себя ответственным за эту неудачу, писал по возвращении принцу-регенту Вильгельму: 
Я не дипломат и чрезвычайно рад, что покинул тёмные пути дипломатии. Я вернулся к своим военным интересам — и вновь солдат, и только солдат.
Во время австро-итало-французской войны эрцгерцогу Альбрехту было поручено подкрепить австрийским корпусом действия войск Германского союза на Рейне, если германские государства примут участие в войне с Францией.
В 1860 году назначен был командиром 8-го армейского корпуса в Виченце. 4 апреля 1863 года получил чин фельдмаршала.
В 1866 году, накануне австро-прусско-итальянской войны, был назначен командующим Южной армией — австрийскими войсками в Италии. 24 июня разбил итальянцев в сражении при Кустоцце. Австрийская армия была по численности в два раза меньше итальянской. Однако грамотный манёвр и общее квалифицированное руководство обеспечили победу Австрии. Это событие вывело главнокомандующего из тени его выдающегося отца — эрцгерцога Карла. После блистательной победы в Италии был переведён на прусский фронт. 10 июля сменил в качестве главнокомандующего разбитого 3 июля под Садовой фельдцейхмейстера Бенедека. В тот же день назначен главнокомандующим всех австрийских войск. К этому времени активные боевые действия прекратились. 26 июля в Никольсбурге был подписан предварительный мирный договор с Пруссией.
Эрцгерцог Альбрехт оставался главнокомандующим до 1869 года, когда был назначен генерал-инспектором вооружённых сил Австро-Венгрии. В этом должности, он стяжал большие заслуги преобразованием всей системы вооружения и всеобщей реорганизацией армии. Каждый шаг в смысле улучшения организации армии, поднятия образования войск, введения технических усовершенствований, развития военных знаний, улучшения экономического и социального положения всех чинов армии, — исходил по его инициативе или совершался при его непосредственном содействии. В деле государственной обороны эрцгерцог был всегда сторонником единства её организации. Не отрицая некоторых справедливых национальных стремлений, он полагал, что имеются такие государственные установления, на которые эти стремления не могут распространяться без ущерба делу государственной обороны. Научные труды эрцгерцога отражают в полной мере вышеприведённые черты его деятельности. Тактические и стратегические вопросы разбираются им, по мнению немецких военных писателей, с удивительной ясностью и могут служить настольными книгами для образования войск. Незадолго до франко-прусской войны его книга «Об ответственности на войне», написанная под свежим впечатлением событий 1866 года, была издана в Париже и в Брюсселе на французском языке, в 1887 году — на русском языке.
Французский император Наполеон III, желая использовать опыт и авторитет эрцгерцога при составлении плана войны с Пруссией, пригласил его в Париж. Происходивший там обмен мнений был продолжен во время визита в Вену генерала Лебрена.
2 июля (20 июня) 1870 года представлял Австро-Венгрию на открытии памятника фельдмаршалу Паскевичу в Варшаве. В тот же день русский император Александр II пожаловал эрцгерцогу Альбрехту Императорский Военный орден Святого Великомученика и Победоносца Георгия I класса № 23 
За войну против французов 1870 года.
Возможно, такая странная формулировка награждения, так как франко-прусская война началась позже — 19 июля 1870 года, была вызвана тем, что эрцгерцог был сторонником войны с Пруссией в союзе с Францией. Детали варшавских переговоров эрцгерцога и Александра II неизвестны. Но русский император, декларируя нейтралитет Российской империи в предстоящей войне, не скрывал, что в случае вступления Австро-Венгрии в войну на стороне Франции, он поддержит Пруссию. Существует предположение, что высшую военную награду Российской империи эрцгерцог получил за гарантию нейтралитета Австро-Венгрии в предстоящей франко-прусской войне.
В 1872 году русский император присвоил эрцгерцогу чин генерал-фельдмаршала русской императорской армии. 15 (3) июля 1874 года назначил его шефом Вильманстрандского пехотного полка.

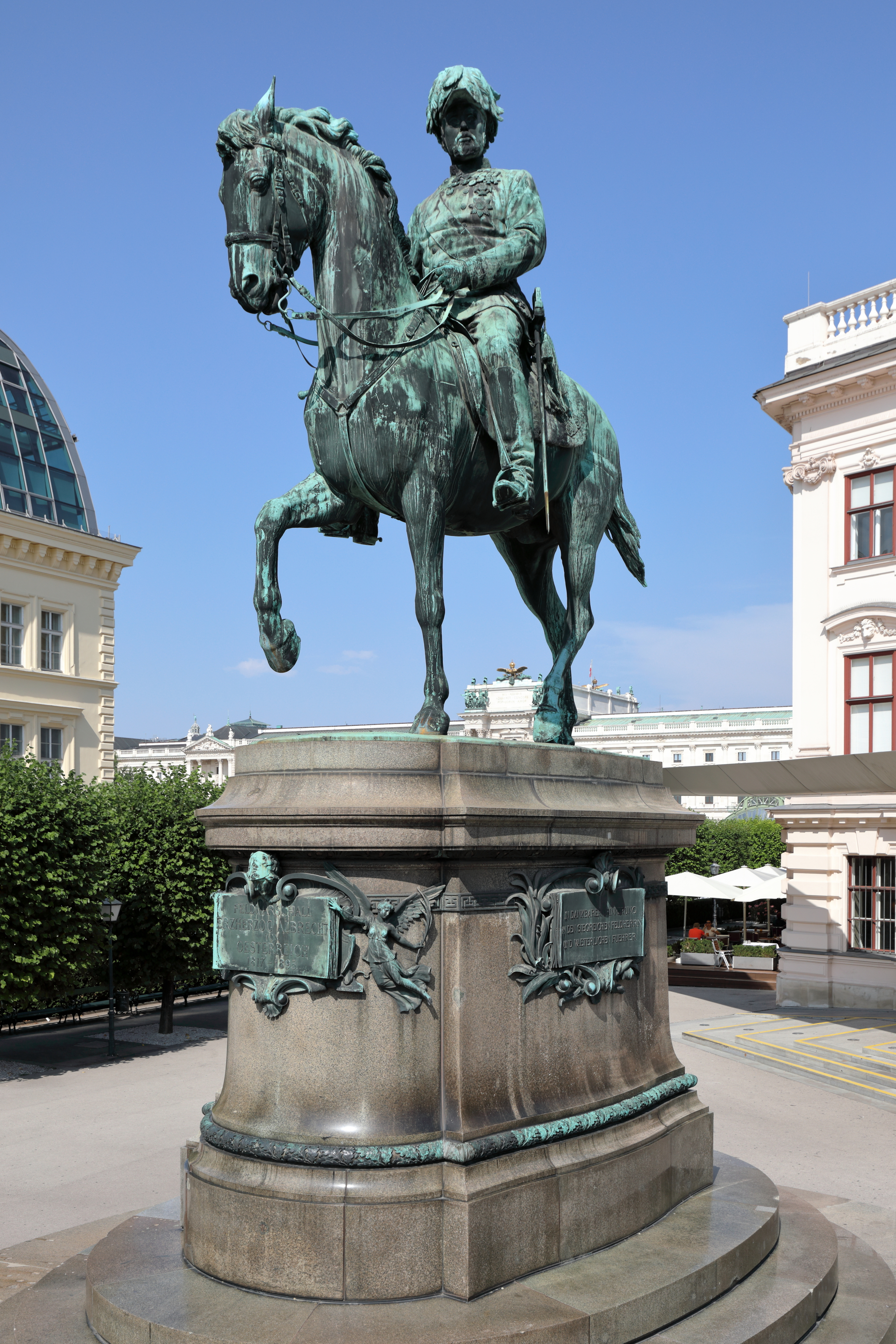
Памятник Альбрехту эрцгерцогу Австрийскому, герцогу Тешенскому в Вене

18 апреля 1877 года армия праздновала 50-летний юбилей его служебной деятельности. В том же и в последующих годах эрцгерцог руководил большими манёврами в Моравии, Богемии, Венгрии и Галиции (в 1880 году), непосредственным результатом которых было решение приступить к немедленному сооружению крепостей на границе с Россией.
В 1878 году был в числе сторонников оккупации Австро-Венгрией Боснии и Герцеговины.
19 июня 1888 года германский император Вильгельм II присвоил эрцгерцогу Альбрехту чин генерал-фельдмаршала прусской армии.
Кульминационным пунктом его деятельности по боевой подготовке армии было руководство весенними полевыми поездками офицеров Генерального штаба и осенними манёврами в Венгрии в 1893 году.
Позднюю осень и зиму проводил в Арко в Южном Тироле, где построил дворец и принимал деятельное участие в устройстве климатической лечебной станции. Умер 18 февраля 1895 года в Арко. Похоронен в Императорском склепе Капуцинеркирхе в Вене. Тешинское герцогство и прочее имущество унаследовал его племянник — эрцгерцог Фридрих, усыновлённый им в 1874 году.

В 1899 году, спустя ровно 90 лет после победы эрцгерцога Карла в легендарной битве при Асперне и через три года после смерти самого эрцгерцога Альбрехта, в Вене в его честь на Альбертинаплац, над фонтаном Данубиус (другое название — фонтан Альбрехта), рядом со дворцом, носящим его имя, воздвигнут конный памятник. Бронзовая скульптура была выполнена скульптором Каспаром фон Цумбушем. Овальный постамент спроектировал архитектор Карл Кёниг. Надпись на постаменте гласит: 
С благодарными воспоминаниями о принесшем победу полководце и военачальнике, который был нам как отец.
Эрцгерцог Альбрехт пользовался репутацией «серого кардинала» династии Габсбургов, однако в главных своих начинаниях не преуспел: ему не удалось ни предотвратить превращение консервативной Австрийской империи в умеренно-либеральную Австро-Венгрию, ни помешать её сближению с Германией, ни хотя бы дополнить это сближение прочным союзом с Россией (к Романовым эрцгерцог питал неизменную симпатию). Он много размышлял над тем, что должно служить духовным основанием, идеей Дунайской монархии. В переписке с кронпринцем Рудольфом, которого он пытался отвлечь от либеральных идей, эрцгерцог утверждал, что залогом прочности империи могут быть только армия и династия Габсбургов.

## Награды
- Орден Золотого руна (Австрия)[4]
- Военный орден Марии Терезии, большой крест (Австрия, 29.08.1866)[4]
- Военный орден Марии Терезии, командорский крест (Австрия, 29.06.1849)[4]
- Королевский венгерский орден Святого Стефана, большой крест (Австрия, 13.07.1852)[4]
- Крест «За военные заслуги» (Австрия)[4]
- Знак за военную службу[итал.] 2-й степени (Австрия)[4]
- Военная медаль (Австро-Венгрия)[4]
- Медаль «За военные заслуги» (Австро-Венгрия)
- Орден Святого Губерта (Королевство Бавария)[4]
- Военный орден Максимилиана Иосифа, большой крест (Королевство Бавария)[4]
- Орден Верности, большой крест (Великое герцогство Баден)[4]
- Орден Леопольда I, большой крест (Бельгия)[4]
- Орден Южного Креста, большой крест (Бразилия)[4]
- Орден Генриха Льва, большой крест (Герцогство Брауншвейг)[4]
- Орден Вюртембергской короны, большой крест (Королевство Вюртемберг)[4]
- Орден Святого Георгия (Королевство Ганновер)[4]
- Королевский Гвельфский орден, большой крест (Королевство Ганновер)[4]
- Орден Людвига, большой крест (Великое герцогство Гессен)[4]
- Орден Спасителя, большой крест (Греция)[4]
- Орден Слона (Дания)
- Высший орден Святого Благовещения (Италия)[4]
- Орден Золотого льва Нассау, большой крест (Герцогство Нассау)[4]
- Военный орден Вильгельма, командорский крест (Нидерланды)[4]
- Орден Святого Фердинанда и Заслуг, большой крест (Королевство Обеих Сицилий)[4]
- Орден Башни и Меча, большой крест (Португалия)[4]
- Орден Чёрного орла (Пруссия)[4]
- Орден Красного орла, большой крест (Пруссия)[4]
- Орден «Pour le Mérite» (Пруссия)[4]
- Орден Дома Гогенцоллернов (Пруссия)
- Железный крест 1-го класса (Пруссия)
- Орден Святого апостола Андрея Первозванного (Россия, 08(20).07.1839)[4]
- Орден Святого Георгия 1-й степени (Россия, 20.06(02.07).1870)[4]
- Орден Святого Георгия 3-й степени (Россия, 12(24).06.1851)[4]
- Орден Святого Георгия 4-й степени (Россия, 29.04(11.05).1849)[4]
- Орден Святого Владимира 1-й степени (Россия)[4]
- Орден Святого Александра Невского (Россия, 08(20).07.1839)[4]
- Орден Белого орла (Россия, 08(20).07.1839)[4]
- Орден Святой Анны 1-й степени (Россия, 08(20).07.1839)[4]
- Орден Белого сокола, большой крест (Великое герцогство Саксен-Веймар-Эйзенах)[4]
- Орден Рутовой короны (Королевство Саксония)[4]
- Памятная папская медаль (Святой престол)[4]
- Орден Святого Иосифа, большой крест (Великое герцогство Тосканское)[4]
- Орден Османие 1-й степени (Турция)[4]
- Орден Почётного легиона, большой крест (Франция)[4]
- Орден Серафимов (Швеция, 20.04.1885)

## Семья
1 мая 1844 года женился на принцессе Хильдегарде Баварской (1825—1864), дочери короля Баварии Людвига I (1786—1868) и принцессы Терезы Саксен-Гильдбурггаузенской (1792—1854). В браке родилось трое детей:
- Мария Тереза Анна (1845—1927) — с 1865 года супруга герцога Филиппа Вюртембергского (1838—1917).
- Эрцгерцог Карл (1847—1848)
- Матильда Мария Адельгунда (1849—1867)

Трагедии в собственной семье (единственный сын Альбрехта умер во младенчестве, супруга скончалась, не дожив до 40 лет, а младшая дочь погибла в 18 лет в результате несчастного случая) ожесточили эрцгерцога, от природы суховатого и упрямого, сделали его ещё более непреклонным и недоверчивым ко всем переменам.